# Kungurolioma
Kungurolioma – wymarły rodzaj owadów z rzędu Reculida i rodziny Liomopteridae, obejmujący tylko jeden znany gatunek: Kungurolioma cancellata.
Rodzaj i gatunek opisane zostały w 2004 roku przez Daniła Aristowa. Opisu dokonano na podstawie 2 skamieniałości, odnalezionych w formacji Koszelewka, w rosyjskiej Czekardzie i pochodzących z piętra kunguru w permie.
Owad o ciele długości 20–23 mm i dużej głowie, wyposażonej w duże oczy i smukłe czułki. Wąskie paranotalia zdobiły jego odwrotnie trapezowate przedplecze. Śródplecze było poprzeczne, a zaplecze tak szerokie jak długie. Przednie skrzydło miało 23 mm długości, lekko wypukły przedni brzeg, a pole kostalne półtora raza szersze niż subkostalne. W jego użyłkowaniu zaznaczały się: grzebieniasty sektor radialny, późno rozwidlona przednia żyłka kubitalna i dwa rzędy komórek w polu kostalnym uformowane przez przednie odgałęzienia żyłki subkostalnej.  Tylne skrzydło miało około 20 mm długości, prosty brzeg przedni, zakrzywioną u nasady żyłkę radialną oraz pola kostalne i subkostalne tej samej szerokości. Krótki odwłok lekko zwężał się ku szczytowi.